# Petrus von Dacien
Petrus von Dacien (auch Petrus de Dacia, Petrus Daciensis, Petrus Gutensis, Petrus Gothensis), (* um 1235; † 1289) war ein schwedischer Dominikaner und Mystiker.

## Lebens- und Bildungsdaten
Das Geburtsjahr Petrus’ von Dacien wird um 1235 angesetzt, da er 1245 als „kaum herangewachsen“ beschrieben wurde. Nach seinem Eintritt in den Dominikanerorden in der Provinz Skandinavien (Dacia) wurde Petrus 1266 nach Köln geschickt, um dort an der vom hl. Albertus Magnus geleiteten Dominikanerschule am Konvent zum Heiligen Kreuz ein Studium generale zu absolvieren. Er blieb bis 1269 in Köln, ging dann nach Paris, wo er bis 1270 beim hl. Thomas von Aquin studierte. Nach seiner Rückkehr nach Schweden wurde er zunächst Lektor und dann Prior des ersten schwedischen Dominikanerklosters St. Nikolaus in Visby, Gotland. Petrus starb 1289 als Prior in Visby. In Schweden gilt Petrus als der erste namentlich bekannte Schriftsteller. In der Geschichte des Dominikanerordens steht Petrus für die frühe Dominikaner-Mystik.
Von 1929 bis 1990 wurde das Musikschauspiel Petrus de Dacia, komponiert von Friedrich Mehler nach Texten des schwedischen Arztes Josef Lundahl, jährlich in der Ruine der ehemaligen Dominikanerkirche St. Nikolai zu Visby auf der schwedischen Insel Gotland aufgeführt.

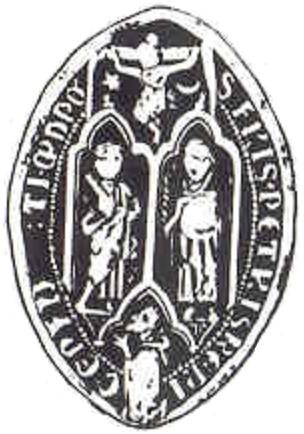
Siegel des Petrus von Dacien

## Werk
Bis heute überlebte allein sein Werk über das ekstatische Leben der Christina von Stommeln. Es ist in zwei Versionen erhalten: dem Codex Iuliacensis, in Latein, vermutlich aus dem Nachlass von Petrus zusammengestellt, der aus drei Teilen auf heute noch erhaltenen 127 doppelseitig und zweispaltig beschriebenen Pergamentblättern besteht. Eine kürzere Version befindet sich in Einsiedeln.
Für den ersten und zweiten Teil nennt sich Petrus ausdrücklich als Autor. Der interessantere zweite Teil umfasst fünfzehn Protokolle über Besuche des Petrus in Stommeln, eine dreiundsechzig Briefe umfassende Korrespondenz zwischen Petrus, Christina und anderen und eine Kindheitsgeschichte Christinas nach Texten und mündlichen Berichten des Stommelner Pastors Johannes. Der dritte Teil stammt von „dem Magister Johannes, dem Kaplan der Jungfrau“, der vermutlich im Auftrag von Petrus Christina betreute.

## Petrus und die selige Christina von Stommeln
Auf einem Beichtgang nach Stommeln bei Köln traf Petrus zufällig 1267 die fünfundzwanzigjährige Begine Christina: „Endlich zeigte mir der Vater der Erbarmung einen Menschen, dessen Anblick und Unterhaltung mich so sehr erfreuten, daß mich nicht nur seine Gegenwart, sondern auch der Gedanke an ihn in der Trennung tröstete.“ In tiefem Einverständnis antwortete Christina: „Seit meiner Kindheit habe ich Dich gekannt, Dein Gesicht gesehen, Deine Stimme gehört, Dich mehr als alle Menschen geliebt.“ In den folgenden Jahren besuchte Petrus Christina in Stommeln sechzehnmal und wurde ihr geistlicher Begleiter: Zwischen 1267 und 1269 kam er dreizehnmal aus Köln, 1270 einmal nach seiner Rückkehr aus Paris und zweimal (1279 und 1287) selbst aus Schweden, in monatelanger Reise zu Fuß. Ihre Beziehung zueinander charakterisieren Auszüge aus Briefen, die Petrus festhielt:

„Sive ergo a vobis ego, sive a me quaeratis, an vos diligam vel a vobis diligar, certitudinaliter responderi potest ab utroque, quia: »diligo et diligor« […] si quis ergo a me quaereret, an Christinam diligerem, tota fiducia responderem: »diligo«. »Cum quadam vice ex tenore litterarum vestrum cognoscerem, qualiter specialiter ad me haberis affectum …, scire debetis, quod non minor sed omnino idem est ad vos mihi coram deo affectus.« »Karissime, scire debetis, qod pro vobis intime solicitor.«“, und, als Petrus 1270 von Paris über Stommeln nach Dacien zurückkehrte: „Cum ergo duo iremus, pariter mesti et tristes de inminenti separacione, et plura suspiria quam colloquia conmisceremus, dixi: karissima cristina, tempus advenit ut ab invicem separamur. Vale in domino, karissima! Que hec audiens nihil respondit, sed pallio faciem operuit et super terram resedit, flens amarissime et habundantissime […]“

„(Wenn ich Dich also fragte oder Du mich fragtest, ob ich Dich liebte oder von Dir geliebt würde, so kann jeder von uns beiden mit Sicherheit antworten: ich liebe und ich werde geliebt. […] wenn jemand also mich fragte, ob ich Christina liebte, würde ich mit ganzer Überzeugung antworten: ich liebe. Da ich gewissermaßen umgekehrt aus dem Ton Eurer Briefe erkenne, welche besondere Zuneigung Ihr zu mir habt… sollt Ihr wissen, dass es nicht weniger sondern gänzlich dasselbe ist: meine Zuneigung zu Euch vor Gott. Liebste, Du sollt wissen, was mich um Dich zutiefst bekümmert. […] Als wir also so beide dahergingen, gleichermaßen betrübt und traurig ob der bevorstehenden Trennung und mehr Seufzer als Worte zustande brachten, sagte ich: Liebste Christina, die Zeit kommt, dass wir uns voneinander trennen müssen. Lebe wohl im Herrn, Liebste. Als sie dies hörte, antwortete sie nichts, sondern bedeckte ihr Gesicht mit dem Gewand, setzte sich zu Boden und weinte herzzereißend und mit weit überfließenden Tränen […])“

## Mystik des Petrus
Die Liebe zwischen Petrus und Christina ließ immer wieder Zustimmung und Zweifel an ihrem mystischen Charakter aufkommen. An den Rand der dritten Spalte des Blattes 30 im zweiten Buch des Codex schrieb ein Unbekannter: „Man beachte die Schönheit der Liebe zwischen Petrus und Christina!“
The Catholic Encyclopedia führt an: „It is difficult to decide how much literal truth exist in Christine’s visions and apparitions from purgatory. But even Renan did not doubt the purity of her life (Hist. litt. de la France, XXVII, 1-26).“
Ernest Renan, französischer Religionshistoriker, bemerkt zum Briefwechsel, es sei „eines der seltsamsten Dokumente über die intimsten Einzelheiten mystischen Lebens im 13. Jahrhundert.“
Wilhelm Oehl, Kenner der mystischen Literatur des Mittelalters, schreibt 1931 zu dem Briefwechsel: „Durch so lange Jahre und über so weite Länder hinweg geführt, ist er kulturgeschichtlich außerordentlich wertvoll und reizvoll. Unter den vielen Briefsammlungen aus der altdeutschen Mystik ragt bis zur Mitte des 15. Jahrhunderts keine einzige an Umfang, Vielseitigkeit und Gehalt an diesen Christina-Briefwechsel heran.“
Im Seligsprechungsprozess Christinas 1908 äußerte sich der Kölner Erzbischof Antonius Kardinal Fischer: „Die Sammlung der Briefe zwischen Christina und Petrus entbehrt nicht einer gewissen sentimentalen Zärtlichkeit, die uns sicher nicht gefallen kann, obwohl Petrus mehrfach, wie um sich zu entschuldigen, sagt, sie [Christina] habe nichts Billiges und Schlechtes an sich.“ Peter Nieveler formuliert: „Sicher wäre es leicht, solche Visionen, solches Fühlen und Denken im Sinne Freuds in den Bereich nicht erfüllter sexueller Träume zu schieben – aber es wäre sicher auch zu leicht.“